# グリーンランド (遊園地)
グリーンランドは、熊本県荒尾市にある九州最大級の遊園地。総面積300万平方メートルの広大な敷地には、遊園地の他にゴルフ場、ホテル、温泉、ショッピングモールなども併設されており、これらをグリーンランドリゾートと総称している。同市に本社を置くグリーンランドリゾート株式会社が運営している。西部ガスグループに属する。
開園当初から三井鉱山が親会社にあったため、長らく「三井グリーンランド」の名称で親しまれてきたが、三井鉱山が撤退したことにより、2007年7月21日に名称変更された。

## 概要
国内最大級の大観覧車「レインボー」（高さ105メートル）など全部で81機種のアトラクションがあり、日本一のアトラクション数を誇る。吊り下げ式の「NIO」、九州最長の「GAO」、「ウルトラツイスター・メガトン」、立ち乗り座り乗り並走の「天の川コースター ミルキーウェイ」など、ジェットコースターの数が10機種あり、こちらは2017年にナガシマスパーランドに抜かれるまで日本一であった。2012年7月には、九州初となる空中回転ブランコ型アトラクションの「スターフライヤー ゴクウ」（総工費5億円）も開業した。立地的に、園全体が丘陵になっており、坂が多く、園内にはロードトレインをはじめ、移動用の乗り物が多い。
開園以来、台風などの悪天候時並びに新型コロナウイルス感染防止対策に伴う休園を除き、「年中無休」を貫いていた。しかし、従業員の休日確保やアトラクションなどの点検強化の観点から2024年1月から年間22日の休園日を設定することを2023年8月に発表した。

## 運営企業
1964年、荒尾市や隣接する福岡県大牟田市に三井三池炭鉱を保有し運営していた三井鉱山の子会社である三井三池開発株式会社として設立。1966年7月に三井グリーンランドを開業し観光果樹園・子供向け遊園・ボート池・ホテルなどを運営、以後テナントを誘致しアトラクションを設置。1976年に三井鉱山土地建物株式会社に吸収合併。その後、再び三井鉱山土地建物から独立するかたちで1980年、新たに株式会社グリーンランドとして会社を設立。1987年に三井鉱山が直接の親会社となり1990年、三井グリーンランド株式会社に社名変更。
しかし、2005年に三井鉱山が三井グリーンランドの株式を西部ガスグループへ譲渡し同社が筆頭株主となったことに伴い、2006年7月1日付けで現社名に変更した。

### 沿革
- 1980年1月10日 - 株式会社グリーンランドとして会社を設立する。
- 1990年6月 - 社名を三井グリーンランド株式会社に変更する。
- 1991年11月 - 福岡証券取引所に上場する。
- 1992年12月 - 大阪証券取引所第2部に上場する。
- 2005年9月1日 - 大株主が三井鉱山から西部ガスへ異動する。
- 2006年7月1日 - 社名をグリーンランドリゾート株式会社に変更する。
- 2013年7月 - 大阪証券取引所と東京証券取引所の現物株市場統合に伴い、東京証券取引所市場第二部に上場。
- 2022年4月 - 東京証券取引所の市場区分の見直しにより、東京証券取引所の市場第二部からスタンダード市場に移行。

### 関連会社
- グリーンランド開発株式会社（熊本県荒尾市）
- 有明リゾートシティ株式会社（熊本県荒尾市）
- 空知リゾートシティ株式会社（北海道岩見沢市） - 北海道グリーンランド遊園地や北海道グリーンランドホテルサンプラザを運営、旧 岩見沢三井グリーンランド。

## 交通

### 鉄道
- JR鹿児島本線・西鉄天神大牟田線 大牟田駅から西鉄バス大牟田の路線バスで約20分。グリーンランド正門前下車。平日1時間に1便、土休1時間に1～2便の運行。
- JR鹿児島本線 荒尾駅から産交バスの路線バスで約10分。グリーンランド正門前もしくはグリーンランドホテル前（北門）下車。

### 自動車
- 九州自動車道南関インターチェンジから15㎞。

## 現在稼働しているアトラクション
ジェットコースター
- 恐竜コースター「GAO」
  - 明昌特殊産業製、全長1735m、最大高度40m、最高時速100km[6]。1997年にステゴサウルスをイメージした構造物を配するなどリニューアルし現施設名となる[7]。
- NIO（ニオー）[7]
  - ベコマ製、全長662m、最大高度35m、最高時速80km、最大過重力4.69G、2人乗り10両編成。サスペンデッド型の回転コースター、名称は仁王に由来し、コースは仁王の羽衣をイメージしたものとし乗降場には入り口付近に阿行・屋根に吽形の仁王像を配した。
- ミルキーウェイ織姫/彦星
  - 泉陽工業・トーゴ製、全長約650m、最大高度約30m、最高時速75km、4人乗り6両編成[8]。国際花と緑の博覧会「風神雷神」を移設した2コースで並走するローラーコースター[8]。当初は立ち乗り・座り乗り各2編成を用い[8]、2007年に風神雷神から「ミルキーウェイ」に改称[9]、座り乗り型の「織姫」と立ち乗り型の「彦星」が並走する形とした[10]。
- てんとう虫コースター
- グランパスジェット[11]
  - ベコマ、サノヤス・ヒシノ明昌製。4人乗り6両編成、最大高度25m、時速60km。九州初のサスペンデッドコースター。車両はシャチ（グランパス）をイメージした塗装で、レールは海をイメージし青く塗装、乗降場は龍宮城をイメージした。
- ブラックホールコースター
  - 全長約400m、最高時速30km。ブラックホールをイメージしてオーロラや星空の演出を施した室内型コースター[12]。
- スピンマウス
  - フランス・レバーション製、全長420m、回転型4人乗り車両を使用したマッドマウス型コースター[13]。
- スフィンクスコースター
  - スカイパーク製、全長360m[14]、4人乗り4両編成、最高時速40km[15]。古代エジプトをモチーフとした小型コースター[14]。
- ハイブリッドコースター（仮称）[16]
  - 全長620m、サノヤス・ライド施工、2028年導入予定。

お化け屋敷
- ホラータワー廃校への招待状
- 地獄堂
- どろろん病院
- 3Dサウンドシアタードラキュラ

観覧車
- 大観覧車レインボー
  - 直径100m・高さ104.5m、6人乗りゴンドラ64基[17]。アジア太平洋博覧会に設置された大観覧車を移設[18]。

その他絶叫系
- スプラッシュ
- 急流すべりパニックジャングル
- スーパーバイキング
- ウェーブスインガーGURUGURU[19]
  - 2025年3月導入。直径18.6m・最大高度12.7m・定員1人掛け40席+2人掛け8席。1990年から2024年にかけての初代は直径17m・最大高度12.5m・定員1人掛けのみ32席[20]。
- ジャイロストーム
- ドラゴンリバー[21]
  - ベコマ製。全長329m、6人乗りボート10台、所要時間6分。
- スターフライヤーゴクウ

わんぱくエリア
- ミニバイキング
- ハンマーストライカー
- みんなの新幹線
- ドライブザウルス
- マシンガンシティ

その他キッズアトラクション
- くるるんタワー
- グッジョブ大作戦
- マーメイドパラダイス
- プテラノドン
- ウォーターショット
- サブマリンシューティング
- 飛ぶゾウくん
- ヒナタキッズ
- キッズステーション
- 働く車ドリフトレーシング
- ダックス - かしいかえんから移設[22]
- ボールシュート
- レディ・バード - かしいかえんから移設[22]
- ハッピースカイくまモンVer. - 当初かしいかえんに設置予定、閉園に伴い本園に設置[22]。

その他アトラクション
- 魔女のフライングトリップ
- メリーゴーランドランデブー[7]
  - サノヤス・ヒシノ明昌製造。直径20m、木馬40台・馬車8台・合計定員80名。
- カード迷路「ぐるり森大冒険」
- 巨大立体迷路KARAKURI城
- ティーカップ
- バン！バン！！バズーカ
- コズミックメイズ
- トランポリン
- スモールジャワ
- アイスワールド
- クリスタルハウス
- ルクソールマジック 王家の谷の心理判断[11]
  - 日邦産業製。ルクソール神殿をモチーフとしたウォークスルー型遊具。「扉の間」「幻想の間」「壁画の間」「守りの間」の4室で短剣を刺し質問に答え、「告示の間」で心理判断結果が発表される。
- モンスター×ヒーローズ
- スカイジェット
- 悪モンバスターズ〜ウエスタン列車〜
- 4Dギミックシアター
- 黄金ハンター～7つの挑戦～[19]

園内移動アトラクション
- スカイリフト（展望台方面 - プール入口方面）
- スカイシップ（ドラゴンリバー方面 - モンスター×ヒーローズ方面）
  - 船型の懸垂モノレール、ゴンドラ4人乗り12台[13]。
- リフト（恐竜コースター「GAO」方面 - スーパーバイキング方面）
- ロードトレイン（園内周遊列車、停留所8箇所）

縁日アトラクション
- カーニバルサルタン（輪投げ）
- シューティングハウス（射的）
- レーザーシューティング
- G-ZONE（体感ゲーム）
- カーニバルゲーム

ゲームセンター
- ゲームコーナー
- ゲームプラザ
- ジョイプラザ

ゴーカート
- インディーカート1人乗り
- インディーカート2人乗り
- GTゴーカート1人乗り
- GTゴーカート2人乗り

動物園
- ワンちゃんとゆかいな動物広場（ブタ、フラミンゴ、モルモット、イヌなど）

## 過去の主なアトラクション
- ハリケーン[23]
  - 明昌特殊産業製、全長970m、最大高度30m、最高時速85km、4人乗り6両編成。国産初の宙返り型ローラーコースター。1987年に恐竜コースターに代替[6]。
- アトミックコースター[24]
  - 泉陽工業製、全長最大高度40m、全長290m、最高時速70km、4人乗り6両編成。往復型宙返りコースター。2009年5月運行終了、ループ部のみモニュメントとして残存する[25][26]。
- アドベンチャーボート[14]
  - 日立造船製、12人乗りボート8台、直径23m。水を入れた水槽にボートを浮かべ壁面に荒れる海の情景を投影するシミュレーター型のウォーターライド。
- ハリケーンボルト[13]
  - オランダ・モンディール社製、5人乗りゴンドラ6台、最大高度19.7m。6本の座席付き回転アームが付いた大型アームが上下動や回転を行う。
- ケイオス[13]
  - アメリカ・チャンス社製、2人乗りゴンドラ18台、最大高度12m。外向きの座席を装着した12.95mの円盤が立ち上がりながら回転する。
- ウルトラツイスターメガトン[27]
  - トーゴ製、全長360m、最大高度30m、6人乗り車両6台。2020年から長期休止[28]、2025年8月のハイブリッドコースター導入計画発表に合わせ廃止[16]。

## 新機種の導入履歴
- 1979年 - ハリケーン[23]
- 1980年 - アトミックコースター[24]
- 1983年夏 - クリスタルハウス
- 1988年夏 - アイス・ワールド
- 1987年 - 恐竜コースター（現・恐竜コースターGAO）[29]
- 1990年 - 大観覧車レインボー[29]
- 1991年 - 風神雷神（現・ミルキーウェイ織姫/彦星）[8]
- 1993年 - スフィンクスコースター、アドベンチャーボート[14]
- 1994年 - ウルトラツイスターメガトン[29]
- 1995年 - グランパスジェット、ルクソールマジック[11]
- 1997年4月 - NIO、メリーゴーランドランデブー[7]
- 1998年7月 - ドラゴンリバー、スピンマウス、ケイオス、ハリケーンボルト、スカイシップ、魔界の森神殿[13]
- 2006年頃 - 廃校への招待状
- 2006年4月 - 魔女のフライングトリック[29]
- 2007年 - ブラックホールコースター[29]、ヒナタ・キッズ
- 2009年9月19日 - ジャイロストーム[30]
- 2011年3月12日 - ウォーターショット
- 2012年3月 - カード迷路「ぐるり森大冒険」
- 2012年7月28日 - スターフライヤー・ゴクウ[31]
- 2014年秋 - 巨大立体迷路KARAKURI城
- 2018年7月21日 - くるるんタワー
- 2019年3月 - モンスターヒーローズ、ウエスタン列車悪モンバスターズ、レーザーシューティング
- 2019年代 - スーパーシューティングライド　モンスター×ヒーローズ
- 2019年7月 - グッジョブ大作戦
- 2020年5月 - コズミックメイズ
- 2021年7月 - バン！バン！！バズーカ！
- 2022年4月 - ダックス、レディバード、ハッピースカイ くまモンver.[32]
- 2024年3月 - サブマリンシューティング
- 2025年3月 - ウェーブスインガーGURUGURU、黄金ハンター ～7つの挑戦～[19][33]

## 関連・周辺施設
- ホテルヴェルデ
- ホテルブランカ
- グリーンランドリゾートゴルフコース（旧・三井グリーンランドゴルフコース）
- 焼肉 ヌルボンガーデン
- パスカワールド
- KKT住宅展示場
- グリーンスマイル 一番館

### かつて存在した施設
- 観光果樹園 - 開園初期に存在、17ヘクタールのぶどう園と20ヘクタールの甘夏みかんの丘を展開した[1]。
- ウルトラマンランド - 1996年より本園の敷地の一部を利用し[29]、円谷プロダクション直営で開園、2013年9月1日限りで閉園した。
- 九州わんわん王国 - 2000年3月に隣接する形で開園したが、2005年6月30日限りで閉園し、同年7月20日に三井グリーンランド園内において「ワンちゃんとゆかいな動物広場」として再出発した。現在は跡地にスーパーマーケットなどができている。
- アジアパーク[29] - 1993年（平成5年）7月21日開業。1996年（平成8年）に「セガワールド」を誘致したが経営難から脱することができず、2000年（平成12年）8月に約31億円の負債を抱えて閉鎖した。

## グリーンランドを取り扱った番組・作品

### テレビ
- プレイガールQ（1974年放送、第7話） - ドラマの後半部分はほぼ園内でのロケシーンで構成されている。
- 西部警察（1980年放送、第64話・第65話）- シリーズ初の地方ロケを実施。隣接する三池鉄道とともに登場。園内での大門軍団と犯人グループの攻防戦に加え、無料休憩所の爆破が撮影された。
- 特救指令ソルブレイン（1991年放送、第34話・第35話）- ほぼ全編に渡って敵との攻防を描く。前後編の2話編成。
- デュア!!ウルトラマンランド スパあらおリゾート（1996年10月12日 - 2002年9月28日）- 三井グリーンランドとウルトラマンランドで収録されたローカル番組。RKB毎日放送・熊本放送・中国放送で放映。
- ウルトラマンティガ（1997年放送、第43話）- 怪獣が園内に出現し、ジェットコースター等を破壊。
- USO!?ジャパン（2001年放送）- アトラクションの「ホラータワー」の怪奇現象を紹介。ただし、名前は伏せられていた。
- 仮面ライダー555（2003年放送、第2話）- 質屋に売られてしまったベルトを取り戻すため、園内で主人公たちが、子供向けに散髪屋を開く設定。映っている時間は短く、正門付近で撮影。
- 一攫千金!日本ルー列島（2008年9月5日放送）- クイズとして出演者に園内の特徴などを出題。

### イベント
- 機動戦士Vガンダム - 放映記念として三井グリーンランド決戦!VガンダムVSボーリアンがイベントとして行われた。巨大Vガンダムを除いては内容はオリジナルのものである。

### 小説
- 小森陽一『オズの世界』（2015年、集英社文庫）[34][35]

### 映画
- オズランド 笑顔の魔法おしえます。（2018年）[36] - 小説『オズの世界』の映画化作品。グリーンランド全面ロケの上、作中でも「グリーンランド遊園地」として実名で登場。

### ミュージックビデオ
- GReeeeN「ミドリイロ」（2019年） - GReeeeNとのコラボレーションによるオリジナルテーマソング。2019年3月16日から5月26日にかけて、タイアップキャンペーン「GReeeeNLAND」が開催された[37]。

## 事故
- 2007年5月5日、大阪府吹田市のエキスポランドに設置されていたジェットコースター「風神雷神II」で乗客が死傷する事故が発生。この影響により事故当日の夕方から園内に設置されていた同型機「風神雷神」も含む複数のジェットコースターの運転を休止した。また、エキスポランドにある事故機の「風神雷神II」については、製造元の泉陽興業（本社：大阪府）に運搬して解体検査を行うことになったため運転を休止。これに伴い同型の車両を用いていた「風神雷神」については金属疲労の恐れがある部品を全て新品に交換し名称を「天の川コースター ミルキーウェイ」に変更のうえ、2007年7月21日より運転を再開した[10]。
- 2012年1月2日、「パラシュートタワー」において、ゴンドラが上った後、元の場所に降下する際、減速を十分に行わないまま着地し、乗っていた女性客とその小学生の娘が、首や腰などに軽傷を負う事故があった。国土交通省は、重大事故に繋がりかねないインシデントであるとして、調査を行った[38]。
- 2016年10月26日、「スフィンクスコースター」において、最終カーブ付近で足元に置いた荷物が落下しそうになり荷物を掴もうとした際に車両から左手を外に出し、左手首が点検用の手すりに接触し骨折を負う事故が発生。再発防止策として手すりを配した点検通路を撤去し周囲の地面を嵩上げして地表からの走路点検を行う形に改め、車両への手荷物搭載の禁止と手荷物預かり棚の設置や乗車中手足を出さない旨の看板やアナウンスによる注意喚起を行うとした[39]。
- 2019年8月、波の出るプールで女子（5歳）の溺死事故が発生した[40]。